# قلوب أرجوانية
قلوب أرجوانية (بالإنجليزية: Purple Hearts)‏ هو فيلم رومانسي أمريكي من إخراج إليزابيث ألين روزنباوم وبطولة صوفيا كارسون، نيكولاس جاليتزين، تشوزن جيكوبس وجون كيم، صدر الفيلم على منصة نتفليكس في 29 يوليو 2022 احب سارا .

## روابط خارجية
قلوب أرجوانية على موقع IMDb (الإنجليزية)
- قلوب أرجوانية على موقع ميتاكريتيك (الإنجليزية)
- قلوب أرجوانية على موقع روتن توميتوز (الإنجليزية)
- قلوب أرجوانية على موقع نتفليكس (الإنجليزية)
- قلوب أرجوانية على موقع ألو سيني (الفرنسية)
- قلوب أرجوانية على موقع فيلمافينيتي (الإسبانية)
- قلوب أرجوانية على موقع قاعدة بيانات الفيلم (الإنجليزية)
- قلوب أرجوانية على موقع ليتربوكسد (الإنجليزية)
- قلوب أرجوانية على موقع كينوبويسك (الروسية)